# Kunst im öffentlichen Raum in Soest
Kunst im öffentlichen Raum in Soest umfasst öffentlich zugängliche Plastiken, Skulpturen, Brunnen, Wandmalereien, Mosaike und Graffiti im Gebiet der südwestfälischen Stadt Soest, der Kreisstadt des Kreises Soest. Die nachstehende Liste von Kunstwerken im öffentlichen Raum ist nicht vollständig. Sie wird kontinuierlich ergänzt.

## Liste
| Bild           | Titel/Bezeichnung                         | Standort                                                                          | Künstler                                    | Entstanden/errichtet   | Anmerkungen |
| -------------- | ----------------------------------------- | --------------------------------------------------------------------------------- | ------------------------------------------- | ---------------------- | --- |
|                | Baumbild                                  | Teichsmühlengasse 3, Garten der Teichsmühle Lage                                  | Beatrijs Asselbergs                         | 1990er Jahre           | Mit Stahlbändern verbundene Cortenstahl-Platten. |
|                | Mythisches Auge                           | Teichsmühlengasse 3, Vorplatz der Teichsmühle Lage                                | Paolo Martinuzzi                            | 1984                   | „Wetterfahne“ aus Stahl. |
|                | Die Stehende                              | Theodor-Heuss-Park Lage                                                           | Wilhelm Wulff                               | 1950er Jahre           | Mädchenfigur aus Bronze. |
|                | Bördeschwein                              | Walburgerstraße, Eingang Theodor-Heuss-Park Lage                                  | Richard A. Cox                              | 2022                   | Skulptur aus patinierter Bronze auf einem Sockel aus Anröchter Grünsandstein. |
|                | Wachsen und Werden                        | Walburgerstraße 8, Theodor-Heuss-Park Lage                                        | Fritz Viegener                              | Zwischen 1950 und 1960 | Bronzeskulptur. |
|                | Brunnenplastik                            | Brüderstraße 14/Salzgasse Lage                                                    | Matthias Alfen                              | 2002                   | Brunnen aus Bronze. |
|                | Begegnung                                 | Brüderstraße 39/Höhe Hansastraße Lage                                             | Richard A. Cox                              | 2002                   | Zwei vollplastische Figuren aus polierten Edelstahlstäben vor einem Stehtisch aus Anröchter Grünsandstein. |
|                | Stadtwächter                              | Hansastraße 12/14 Lage                                                            | Horst Rellecke                              | 2002                   | Dreiteilige Skulptur aus Edelstahl und Bronze. |
|                | Ohne Titel                                | Walburgerstraße 8, Theodor-Heuss-Park Lage                                        | Hans-Jürgen Etzold                          | 1969                   | Pfeiler aus Anröchter Grünsandstein. |
|                | Der große Sitzende                        | Theodor-Heuss-Park Lage                                                           | Christa Biederbick                          | 1980                   | Bronzeskulptur auf einer Bank aus Anröchter Grünsandstein. |
|                | Frosch                                    | Georgsgasse, Großer Teich Lage                                                    | unbekannt                                   | 1999                   | Skulptur eines unbekannten Hobbybildhauers aus Anröchter Grünsandstein. |
|                | Naturgeister                              | Georgsgasse/Am Seel 4, bei der Quelle vom „Großen Teich“ an der Gartenmauer. Lage | Harald R. Brörken                           | 1998                   | Hochkant stehende, rechteckige Tafel aus Anröchter Grünsandstein mit den Namen der Naturgeister aus der Carmina Burana. Auf der Vorderseite ist die Inschrift in Latein: LARVE FAUNES MANI NYMPHE SIRENE ADRYADES SATYRI INCUBI PENATES – auf der Rückseite auf Deutsch: LARVEN FAUNEN MANEN NYMPHEN SIRENEN ADRYADEN SATYRN INCUBI PENATEN. |
|                | Ratsbrunnen                               | Vreithof 9 Lage                                                                   | Josef Rikus                                 | 1973/74                | Brunnen aus Anröchter Grünsandstein. |
|                | Soest zum Fühlen und Sehen (Stadtmodell)  | Petrikirchhof / Rathausstraße Lage                                                | Egbert Broerken                             |                        | Bronzemodell |
|                | Ohne Titel                                | Vreithof 8, Am Seel, Innenhof des Rathauses Lage                                  | Wilfried Hagebölling                        | 1981                   | Geschmiedete Stahlskulptur auf einem Sockel aus Anröchter Grünsandstein. |
| weitere Bilder | Aldegrever-Brunnen (Die Hochzeitstänzer)  | Südlicher Petrikirch-Platz Lage                                                   | Kord Winter                                 | 1989                   | Die Figurengruppe aus Bronze krönt den aus Anröchter Grünsandstein gefertigten Brunnen. |
|                | Auf- und abwärts                          | St.-Patrokli-Dom, Südseite Lage                                                   | Heinrich Brummack                           | 1981                   | Skulptur aus Anröchter Grünsandstein. |
|                | Brainwave                                 | Wilhelm-Morgner-Haus, Thomästraße 1 Lage                                          | Jan van Munster                             | 2018                   | Lichtinstallation an der Gebäudeecke über dem Eingangsbereich zum Museum Wilhelm Morgner. |
|                | Der Tisch                                 | Thomästraße 1, Kreuzgang des St.-Patrokli-Doms Lage                               | Heinrich Brummack                           | 1981                   | Skulptur aus Anröchter Grünsandstein. |
|                | Türme von Soest                           | Thomästraße 1, vor der Nikolaikapelle Lage                                        | Ralf Jörres                                 | 1969                   | Rechteckige Säule aus Anröchter Grünsandstein. |
|                | Der Trauernde (Gebeugter Mann)            | Thomästraße 1, Außenseite des Kreuzgangs des St.-Patrokli-Doms Lage               | Robert Ittermann                            | 1954                   | Bronzeskulptur, im Juli 1955 als „Ehren- und Mahnmal zum Gedenken der Toten und Vermissten der Stadt Soest aus dem letzten Krieg“ enthüllt. |
|                | 16 BINOM Stelenfeld CJS                   | Filzenstraße 6/Siechenstraße, Hof der ehemaligen Marienschule Lage                | Vera Röhm                                   | 2010                   | Stelenfeld aus Cortenstahl und Plexiglas. |
|                | Ohne Titel                                | Severinstraße 12 Lage                                                             | Walter Schneider                            | 2007–2009              | Skulptur aus polierten Stahlprofilen. |
|                | Ohne Titel                                | Severinstraße 10, vor der Stadtbücherei Lage                                      | Ernst Hermanns                              | 1968                   | Skulptur aus eloxiertem Leichtmetall. |
|                | Ohne Titel                                | Kleine Osthofe, Kirchplatz St. Maria zur Höhe Lage                                | Marcel Leuba                                | 1969                   | Kugelige Skulptur aus Anröchter Grünsandstein. |
|                | La Barca (Das Lebensschiff)               | Kohlbrink, im Soestbach Lage                                                      | Paolo Martinuzzi                            | 1977–1980              | Skulptur aus Anröchter Grünsandstein. |
|                | Ohne Titel                                | Osthofen-Thomä-Wallstraße, Ostseite des Kreishauses Lage                          | Wilfried Hagebölling                        | 1991/92                | Drei T-förmige Elemente aus Cortenstahl. |
|                | Ponderation                               | Immermannwall/Nelmannwall Lage                                                    | Michael Düchting                            | 1988                   | Skulptur aus lackiertem Stahl. |
|                | Tanzende Bären                            | Thomä-Grandweger-Wall (Gräfte) Lage                                               | Fritz Viegener und Siegfried Erdmann        | 1969                   | Skulptur aus Anröchter Grünsandstein. |
|                | Ohne Titel                                | Grandweg-Bastion (Gräfte) Lage                                                    | Bernd Ellebracht                            | 1994                   | Quader aus Anröchter Grünsandstein. |
|                | Ohne Titel                                | Brunowall (Gräfte) Lage                                                           | Wilfried Hagebölling                        | 1973                   | 4,30 × 3,50 × 3,50 m große Skulptur aus Cortenstahl. |
|                | Verkippte Form                            | Dasselwall, Rosengärten Lage                                                      | Bernd Ellebracht                            | 2001                   | Skulptur aus Anröchter Grünsandstein. |
|                | Speak Free                                | Dasselwall, Rosengärten Lage                                                      | Manaf Halbouni                              | 2018                   | Funktionale Skulptur aus Beton mit 5 Stufen, die ein Rednerpodest darstellen soll. Das Geländer aus Stahl ist gold lackiert. |
|                | Schäfer                                   | Dasselwall, Rosengärten Lage                                                      | Alfons Düchting                             | 1959                   | Skulptur aus Anröchter Grünsandstein |
|                | Landschaft mit Fremdkörper (Die Liegende) | Dasselwall, Rosengärten Lage                                                      | Werner Ratering                             | 1981                   | Liegender Quader aus Anröchter Grünsandstein. |
|                | Sonnenuhr                                 | Dasselwall, Rosengärten Lage                                                      | Ursula Heller                               | 1970er Jahre           | Aufrecht stehender Quader aus Anröchter Grünsandstein. |
|                | Innen und Außen                           | Dasselwall (Gräfte) Lage                                                          | Renate Geschke                              | 2001                   | Begehbare Skulptur aus Anröchter Grünsandstein. |
|                | Dialog                                    | Dasselwall (Gräfte) Lage                                                          | Tatjana Bierhoff                            | 2001                   | Zwei Stelen aus Anröchter Grünsandstein. |
|                | Ohne Titel (Schildkröte)                  | Dasselwall, Rosengärten am Fontänenbrunnen Lage                                   | Takera Narita                               | 1969                   | Skulptur aus Anröchter Grünsandstein. |
|                | Equi librio                               | Dasselwall, Rosengärten Lage                                                      | Marcello Guasti                             | 1973                   | Skulptur aus Anröchter Grünsandstein. |
| weitere Bilder | Schwan                                    | Jakobistraße 2 Lage                                                               |                                             | Spätes 18. Jahrhundert | Die Bronzeskulptur ist ein im Original erhaltenes Hauszeichen der Schwanenapotheke und steht unter Denkmalschutz. |
|                | Schwanenfenster                           | Jakobistraße 2 Lage                                                               | Horst Rellecke                              | 1997                   | Glasfenster mit Schwanenmotiv |
|                | "Ohne Titel"                              | Jakobistraße 2 Lage                                                               | Hans Kaiser                                 | 1957                   | Mosaik, Kunst am Bau |
|                | Pilgerbrunnen (Jakobusbrunnen)            | Jakobitor 1a Lage                                                                 | Christoph Winkelmann und Michael Winkelmann | 1990                   | Brunnen aus Anröchter Grünsandstein |
|                | Lichtbogen                                | Aldegreverwall (Gräfte), Beamtenlaufbahn Lage                                     | Richard A. Cox                              | 2010/11                | Skulptur aus Stahl und Glas mit LED-Beleuchtung. |
|                | Großer Torso                              | Bergenthalpark, Nöttenstraße Lage                                                 | Michael Schoenholtz                         | 1973                   | Anröchter Grünsandstein |
|                | Die Liebenden (Die Stille)                | Bergenthalpark, Nöttenstraße Lage                                                 | Janina Jelenska Papp                        | 1981–1983              | Anröchter Grünsandstein |
|                | Schäfer                                   | Aldegreverwall (Gräfte) Lage                                                      | Karl Düttmann                               | 1980er Jahre           | Anröchter Grünsandstein |
|                | Ein Pilgerstab für Soest                  | Bahnhofstraße 2 Lage                                                              | Molitor & Kuzmin                            | 2016                   | Tor aus Cortenstahl mit angelehntem „Pilgerstab“ aus Kunststoff. |
|                | Ohne Titel                                | Bahnhofstraße 2, Grünanlage vor dem Bahnhof Lage                                  | Wilfried Hagebölling                        | 1973                   | 2,42 × 1,90 × 2,10 m große Skulptur aus Anröchter Dolomit. |
| weitere Bilder | Freiligrath-Gedenkbrunnen                 | Marktstraße Lage                                                                  |                                             |                        | Der zur Erinnerung an Ferdinand Freiligrath errichtete Brunnen steht unter Denkmalschutz. |